# Vem älskar Yngve Frej?
För filmen se Vem älskar Yngve Frej (film)
Vem älskar Yngve Frej? är en roman av Stig ”Slas” Claesson från 1968. Romanen, som översatts till ett tiotal andra språk, filmatiserades 1973, under regi av Lars Lennart Forsberg.

## Handling
Det är en uppgiven skildring av ett modernt Sverige, långt ifrån den tidigare idyllen där jordbrukare och hantverkare kunde försörja sig i det småskaliga på den egna lilla gården. Här får vi stifta bekantskap med bortglömda existenser, som är gamla och överflödiga i ett modernt Sverige i alltmer tilltagande utveckling och rationalisering. De är däremot inte så gamla att de inte har långt kvar att leva; de är runt de sextio med energin och arbetslusten kvar, men saknar något att göra av sin förmåga. 